# Tschaidicancha weyrauchi
Genre
Espèce
Tschaidicancha weyrauchi, unique représentant du genre Tschaidicancha, est une espèce d'opilions laniatores de la famille des Metasarcidae.

## Distribution
Cette espèce est endémique de la région de Huánuco au Pérou. Elle se rencontre vers Tschaidicancha et Tingo María.

## Description
La femelle holotype mesure 6 mm.

## Étymologie
Cette espèce est nommée en l'honneur de Wolfgang Karl Weyrauch.

## Publication originale
- Roewer, 1957 : « Arachnida Arthrogastra aus Peru, III. » Senckenbergiana Biologica, vol. 38, no 1/2, p. 67-94.